# 千鳥 (浦安市)
千鳥（ちどり）は千葉県浦安市の地名。郵便番号は279-0032。

## 地理
第2期海面埋立事業によって作られた新町地区に位置する、浦安市最南端の町である。全域が物流センター等の施設で占められており、一般住居は存在しない。また、地域内に浦安市千鳥学校給食センターがある。
東・南は東京湾、西は舞浜、北は見明川を挟んで港と接している。

## 歴史

### 地名の由来
かつて当地が「鳥棒」と呼ばれる漁場であったことから「鳥」の文字を取り、「千鳥」とした。

### 沿革
- 1979年（昭和54年）9月21日　第1期海面埋立事業により、東葛飾郡浦安町千鳥を新設。
- 1981年（昭和56年）4月1日　市制施行により、浦安市千鳥となる。

## 町名の変遷
| 実施後 | 実施年月日      | 実施前（各町名ともその一部） |
| ------ | --------------- | ---------------------------- |
| 千鳥   | 昭和54年9月21日 | （地名なし）                 |

## 小・中学校の学区
市立小・中学校に通う場合、学区は以下の通りとなる。
| 番地 | 小学校               | 中学校               |
| ---- | -------------------- | -------------------- |
| 全域 | 浦安市立見明川小学校 | 浦安市立見明川中学校 |

## 施設
- 浦安市千鳥学校給食センター
- 浦安市斎場
- クリーンセンター
- 京成バス千葉ウエスト本社・千鳥営業所（旧・東京ベイシティ交通）